# Kocis
Kocis, pseudonimo di Franco Carrisi (Cellino San Marco, 13 settembre 1947), è un cantautore italiano, fratello di Al Bano.

## Biografia
Proveniente da una famiglia di agricoltori di Cellino San Marco, secondogenito di Carmelo Carrisi (1914-2005) e Jolanda Ottino (1923-2019), nel 1967 si trasferisce a Milano per intraprendere l'attività di cantante, seguendo le orme del fratello: debutta con il suo vero nome a Settevoci, programma musicale televisivo ideato e condotto da Pippo Baudo.
Ottenuto un contratto discografico con la EMI Italiana, adotta lo pseudonimo Kocis e partecipa a Un disco per l'estate 1970 con Per te dolce amore, senza qualificarsi per la finale. Torna alla stessa manifestazione l'anno successivo con Sera d'agosto, che invece riesce a superare la fase eliminatoria ed ottiene un discreto successo. Sempre nel 1971 raccoglie consensi con Prato verde, stanza blu. Nel 1970 recita in Angeli senza paradiso di Ettore Maria Fizzarotti.

### Vita privata
A metà degli anni '70 si ritira dall'attività musicale e, tornato in Puglia, sposa la figlia di un noto imprenditore cellinese da cui nascono tre figli. Si dedica all'imprenditoria agricola e immobiliare .

## Discografia parziale

### Singoli
- 1970 - Per te dolce amore/Il tango delle capinere (EMI Italiana, 3C006-17411)
- 1971 - Sera d'agosto/Previsioni del tempo (EMI Italiana, 3C006-17779)
- 1971 - Prato verde stanza blu/Cerco l'amore (EMI Italiana, 3C006-17785)
- 1972 - Taca, taca, banda!/Notti di seta (EMI Italiana, 3C 006 18001; con Taryn Power, Romina Power e Al Bano)

### Partecipazioni
- 1970 - 2º estate con noi (EMI Italiana, 3C 010-6006; Kocis è presente con Per te dolce amore)
- 1970 - Occhio all'estate (Columbia, 3C 062-17552; Kocis è presente con Per te dolce amore)
- 1971 - CantaEMI '71 (EMI Italiana, 3C 052-17762; Kocis è presente con Sera d'agosto)
- 1971 - "Girasole" (Columbia, 3C 062-17769; Kocis è presente con Sera d'agosto)
- 1972 - Lo mejor de EMI (Odeon, 1 J 062-20.932; Kocis con Romina, Taryn e Al Bano è presente con Taca taca banda)
- 1976 - Io con te (Columbia, 3C 054-18116; Kocis con Romina, Taryn e Al Bano è presente con Taca taca banda)
- 1982 - "Ieri E Oggi" (EMI, 3C 054-18575; Kocis con Romina, Taryn e Al Bano è presente con Taca taca banda)
- 1996 - Storia di due innamorati (Disky, DC 867692; Kocis con Romina, Taryn e Al Bano è presente con Taca taca banda!)

### Album pubblicati all'estero
- 1972 - Al Bano with Romina, Tarin e Kocis (EMI Italiana, XLP 7582; pubblicato in Australia)